# Altendorf, Austria
Altendorf là một thị xã thuộc huyện Neunkirchen trong bang Niederösterreich.